# كلاوس دريكسل
كلاوس دريكسل هو كاتب سيناريو ومخرج ألماني، ولد في 24 يونيو 1968.

## وصلات خارجية
- كلوز دريكسل على موقع IMDb (الإنجليزية)
- كلوز دريكسل على موقع ألو سيني (الفرنسية)
- كلوز دريكسل على موقع قاعدة بيانات الفيلم (الإنجليزية)
- كلوز دريكسل على موقع كينوبويسك (الروسية)